# 国立病院機構四国こどもとおとなの医療センター附属善通寺看護学校

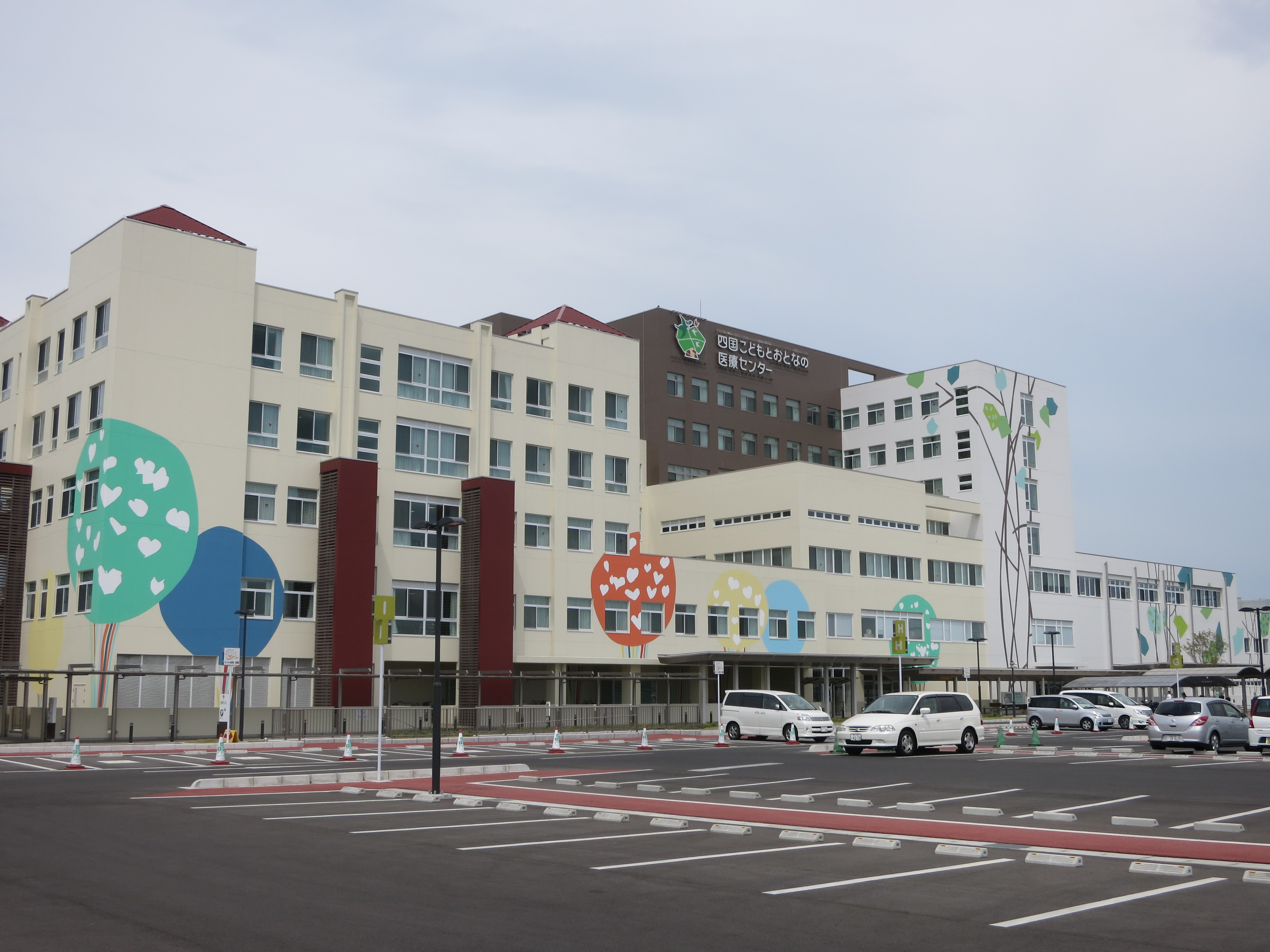
四国こどもとおとなの医療センター

国立病院機構四国こどもとおとなの医療センター附属善通寺看護学校（こくりつびょういんきこうしこくこどもとおとなのいりょうせんたーふぞくぜんつうじかんごがっこう）は、独立行政法人国立病院機構が運営する香川県善通寺市にある看護専門学校。四国にある国立病院機構の看護学校の中では最大規模である（1学年定員が80名）

## 沿革
- 1947年 - 国立善通寺病院附属甲種看護婦養成所として設立
- 1948年 - 国立善通寺病院附属高等看護学院と改称
- 1975年4月2日 - 国立善通寺病院附属看護学校と改称
- 1976年1月 - 専修学校制度の発足により専修学校となる
- 1999年 - 国立療養所高松病院附属看護学校、国立療養所香川小児病院附属看護学校と統合し、国立善通寺病院附属善通寺看護学校として新たに開校。
- 2004年 - 国立善通寺病院の独立行政法人化に伴い、国立病院機構善通寺病院附属善通寺看護学校へ名称変更
- 2013年 - 独立行政法人国立病院機構善通寺病院と香川小児病院との統合により、独立行政法人国立病院機構四国こどもとおとなの医療センター附属善通寺看護学校へ名称変更

## 修業年限
3年

## 卒業後の資格
- 看護師国家試験受験資格
- 保健師学校、助産師学校および養護教諭養成課程の受験資格
- 大学編入受験資格
- 専門士[2]

## 特色
- 四国こどもとおとなの医療センターおよび高松医療センターを主な実習場所としている。これら国立病院機構の病院はそれぞれ循環器病、成育医療（総合周産期母子医療センター）、難病対策（神経筋難病）の政策医療を担う病院であり、実習ではこれら政策医療の現場を間近に見ながら学習ができる。
- 実習指導内容の難易度が高く、厳しいことで知られる。しかし、現場での実践能力は比較的高いレベルに達すると評判である。
- 推薦入試、社会人入試、一般入試が行われている。特に社会人入試の募集数が比較的多く、学年に占める社会人入学者の割合が高い。
- 男女ともに利用可能な学生寮が併設されており、周辺の物件に比べて格安で入居できる。

## 交通アクセス
- 高松自動車道善通寺インターチェンジから車で約5分
- JR四国土讃線善通寺駅から徒歩で約25分